# Baum (Familienname)
Baum ist ein Familienname.

## Herkunft und Bedeutung
Der Familienname kann vom Baum als der Pflanze herrühren oder ein jüdischer Familienname in Anspielungen auf Abraham als Stammvater sein.

## Namensträger

### A
- Abraham J. Baum (1921–2013), US-amerikanischer Offizier
- Adolf Wilhelm Baum (1891–1977), deutscher Maler, Zeichner und Grafiker
- Albert Baum (1862–1934), deutscher Lehrer, Sammler und Museumsdirektor
- Alexander Baum (* 1981), deutscher Eishockeyspieler
- Alfred Baum (Politiker) (1881–1947), deutscher Politiker (DVP)
- Alfred Baum (Jurist) (1881–1967), deutscher Jurist
- Alfred Baum (Komponist) (1904–1993), Schweizer Komponist
- Alfred Baum (Kanute) (* 1952), deutscher Kanute
- Andreas Baum (Politiker, 1963) (* 1963), deutscher Politiker (dieBasis)
- Andreas Baum (Diplomat) (* 1963), Schweizer Botschafter in Ägypten
- Andreas Baum (Filmregisseur) (* 1965), deutscher Journalist, Filmregisseur, Autor und Filmproduzent
- Andreas Baum (Schriftsteller) (* 1967), deutscher Journalist und Schriftsteller
- Andreas Baum (Politiker) (* 1978), deutscher Politiker (Piraten)
- Andy Baum (Andreas Baum; * 1957), österreichischer Musiker
- Antonia Baum (* 1984), deutsche Journalistin und Schriftstellerin
- Armin Daniel Baum (* 1965), deutscher Theologe

### B
- Barbara Baum (1944–2023), deutsche Kostümbildnerin
- Beate Baum (* 1963), deutsche Journalistin und Schriftstellerin
- Bernard René Baum (* 1937), kanadischer Botaniker
- Billy Baum (* 1946), puerto-ricanischer Basketballspieler
- Björn Baum (* 1982), deutscher Tischtennisspieler
- Bruno Baum (1910–1971), deutscher Politiker (KPD, SED)

### C
- Carl Baum (Maler, 1812) (1812–1877), deutschamerikanischer Maler
- Carl Baum (Maler, 1892) (1892–1966), deutscher Maler, Grafiker und Bildhauer
- Carl Christian Baum (1840–1907), deutscher Maschinenkonstrukteur
- Carla Baum (* 1989), deutsche Journalistin
- Christel Baum (* 1968), deutsche Agrarwissenschaftlerin
- Christian Baum (1580–1626), deutscher Theologe und Philosoph
- Christina Baum (* 1956), deutsche Politikerin (AfD)
- Christopher Baum (Mediziner) (* 1962), deutscher Mediziner und Hochschullehrer
- Christopher F. Baum, US-amerikanischer Wirtschaftswissenschaftler und Hochschullehrer

### D
- Denis Baum (* 1987), deutscher Fußballspieler
- Doris Baum (Politikerin) (1909–1981), deutsche Politikerin
- Doris Baum (Leichtathletin) (* 1957), deutsche Leichtathletin
- Doris Baum (Soziologin) (* 1964), österreichische Soziologin
- Dwight James Baum (1886–1939), US-amerikanischer Architekt

### E
- Elias Baum (* 2005), deutscher Fußballspieler
- Elisabeth Baum (* 1964), deutsche Politikerin (Die Linke)
- Elke Baum (* 1961), deutsche Politikerin (SED, PDS), MdA
- Erich Baum (Musiker) (um 1909–1991), deutsch-US-amerikanischer Musiker
- Erich Baum (Unternehmer) (1912–nach 1971), deutscher Ingenieur und Bauunternehmer
- Erica Baum (* 1961), US-amerikanische Künstlerin und Fotografin
- Erika Baum (* 1951), deutsche Medizinerin
- Ernst Baum (Mediziner) (1876–1934), deutscher Chirurg
- Ernst Baum (Ingenieur) (1901–nach 1960), deutscher Ingenieur und Redakteur
- Erwin Baum (1868–1950), deutscher Landwirt und Politiker (ThLB, CNBL)
- Eugen Baum (Trainer) (?–nach 1936), deutscher Boxtrainer in Oberösterreich
- Eugen Baum (Bankier) (1902–1986), deutscher Bankier und Konsul von Panama
- Eugen Baum (Fußballspieler) (* 1922), deutscher Fußballspieler

### F
- Frank Baum (Gitarrist) (1936–2018), deutscher Gitarrist
- Frank Baum (Fußballspieler) (* 1956), deutscher Fußballspieler
- Frank Baum (Basketballspieler) (* 1970), deutscher Basketballspieler und -trainer
- Franz Baum (Maler) (1888–1982), deutscher Maler
- Franz Baum (Bogenschütze) (1926–2010), deutscher Bogenschütze
- Franz Baum (Politiker) (1927–2016), deutscher Politiker (CDU), MdL Baden-Württemberg
- Franziska Baum (* 1982), deutsche Politikerin (FDP)
- Frederic Baum (* 2000), deutscher Fußballspieler
- Friedrich Baum (Offizier) (1727–1777), deutscher Offizier
- Friedrich Baum (Theologe) (1832–1883), deutscher Theologe und Pfarrer
- Friedrich Robert Baum (1824–1860), niederländisch-deutscher Xylograf
- Fritz Baum (1879–1955), deutscher Industriemanager

### G
- Georg Baum (Fabrikant) (1848–1903), Schweizer Maschinenfabrikant
- Georg Baum (Bergbauingenieur) (1871–1909), deutscher Bergingenieur und Hochschullehrer
- Georg Baum (Musiker) (* 1970), österreichischer Musiker, Dozent und Komponist
- Gerd Baum (* 1924), deutscher Fußballspieler
- Gerhard Baum (Bankier) (1798–1882), Bankkaufmann und Geheimer Kommerzienrat; Präsident der Handelskammer Düsseldorf von 1834 bis 1868
- Gerhard Baum (1923–2017), deutsch-kanadischer Theologe, siehe Gregory Baum
- Gerhart Baum (1932–2025), deutscher Politiker (FDP)
- Gregory Baum (1923–2017), deutsch-kanadischer Theologe
- Günter Baum (Schriftsteller) (* 1936), deutscher Schriftsteller
- Günter Baum (Physiker) (1937–2019), deutscher Physiker und Hochschullehrer
- Günter Baum (Architekt) (* 1950), deutscher Architekt
- Günter Baum (Unternehmer) (* 1952), deutscher Unternehmer und Manager
- Günther Baum (1906–1983), deutscher Sänger (Bassbariton) und Gesangslehrer
- Gustav Baum (1869–1915), deutscher Schriftsteller, Prokurist und Dramatiker, siehe Erwin Gustav Baum
- Gustav Baum (Manager) (1892–1976), deutscher Manager
- Gustav Adolf Baum (1914–2004), deutscher Kunstsammler

### H
- Hanns Baum, Pseudonym von Adolf Petri (1870–nach 1941), deutscher Journalist und Schriftsteller
- Hans Baum (Bäcker) (1920–1995), deutscher Bäcker und Präsident des Zentralverbandes des Deutschen Bäckerhandwerks
- Hans Baum (Fußballspieler) (* 1928), deutscher Fußballspieler
- Hans-Dieter Baum (1936–2021), deutscher Dirigent und Hochschullehrer
- Hans-Peter Baum (* 1943), deutscher Wirtschaftshistoriker
- Hans-Werner Baum (1922–2006), deutscher Bibliothekar
- Harald Baum (* 1952), deutscher Jurist und Hochschullehrer für Japanisches Recht
- Heinrich Baum (Geistlicher) (1868–1936), deutscher evangelischer Pfarrer (wegen Kritik am NS-Staat amtsenthoben)
- Heinrich Baum (Maler) (1884–1966), deutscher Maler und Schriftsteller
- Heinz Baum (Naturschützer) (1949–2020), deutscher Naturschützer
- Heinz Baum (Schriftsteller) (* 1950), deutsch-schweizerischer Schriftsteller
- Heinz Joachim Zimmermann-Baum (1930–1994), deutscher Unternehmer
- Helga Baum (* 1954), deutsche Mathematikerin
- Henning Baum (* 1972), deutscher Schauspieler
- Henri Baum (1907–1993), deutsch-französischer Filmproduzent und Produktionsleiter
- Herbert Baum (1912–1942), deutscher Widerstandskämpfer
- Hermann Baum (Tiermediziner) (1864–1932), deutscher Veterinärmediziner
- Hermann Alois Baum (* 1943), deutscher Philosoph und Hochschullehrer
- Hermann Josef Baum (1927–2009), deutscher Künstler und Medienpädagoge
- Hugo Baum (1867–1950), deutscher Botaniker

### J
- Jamie Baum, US-amerikanische Flötistin
- Jascha Baum (* 1998), deutscher Schauspieler und Musiker
- Jiří Baum (1900–1944), tschechischer Schriftsteller
- Johann Wilhelm Baum (1809–1878), deutscher Theologe
- Josef Baum (* 1955), deutscher Schauspieler
- Jost Baum (* 1954), deutscher Lektor und Autor
- Józef Baum (1821–1883), polnischer Politiker
- Judith Baum (* 1963), österreichische Malerin
- Julius Baum (1882–1959), deutscher Kunsthistoriker und Hochschullehrer

### K
- Karl Baum (Schauspieler) (1829–1888), deutscher Schauspieler und Sänger
- Karl Baum (Theologe) (1869–1942), deutscher evangelischer Theologe
- Karl Baum (Politiker), deutscher Politiker (ThLB)
- Karl Baum (Sänger) (um 1880–nach 1931), deutscher Sänger (Tenor)
- Karl Baum (Kriminalist) (1904–nach 1951), deutscher SS-Führer im Reichssicherheitshauptamt
- Karl Baum (Rosenzüchter) (1911–2004), deutscher Rosenzüchter
- Karl Baum (Heimatkundler) (* 1932), deutscher Heimatkundler und Autor
- Karl-Heinz Baum (* 1941), deutscher Journalist
- Karl Louis Baum (1835–1921), deutscher Turner
- Katja von Baum (* vor 1974), deutsche Kunsthistorikerin und Restauratorin
- Katja Beesdo-Baum (* 1976), deutsche Psychologin und Hochschullehrerin für Behaviorale Epidemiologie
- Klaus Baum (* 1957), deutscher Sportwissenschaftler, Physiologe, Hochschullehrer
- Konstantin Baum (* 1982), deutscher Weinexperte
- Kurt Baum (1900–1989), deutsch-amerikanischer Opernsänger (Tenor)

### L
- Leonard E. Baum (1931–2017), US-amerikanischer Mathematiker
- Ludwig Baum (Politiker) (1800–nach 1871), deutscher Politiker, MdL Hessen
- Ludwig Baum (Theologe) (1896–1973), deutscher katholischer Pfarrer und Theologe
- Ludwig Heinrich Baum (1863–1943), deutscher evangelischer Pfarrer und Heimatkundler
- Lukas Baum (* 1995), deutscher Mountainbiker
- Lyman Frank Baum (1856–1919), US-amerikanischer Schriftsteller

### M
- Manfred von Baum (1911–2001), deutscher Textilfabrikant
- Manfred Baum (Philosoph) (* 1939), deutscher Philosoph
- Manfred Baum (Tischtennisspieler) (* 1954), deutscher Tischtennisspieler
- Manuel Baum (* 1979), deutscher Fußballtorhüter und -trainer
- Margot Baum (1932–2023), deutsche Schriftstellerin
- Marianne Baum (1912–1942), deutsche Widerstandskämpferin
- Marie Baum (1874–1964), deutsche Politikerin (DDP), Sozialbeamtin und Sozialwissenschaftlerin
- Matthias Baum (* 1981), deutscher Wirtschaftswissenschaftler und Hochschullehrer
- Max Baum (* 1876), deutscher Handwerker und Politiker (SPD)
- Michael Baum (* 1968), deutscher Literatur- und Kulturwissenschaftler
- Mirko Baum (* 1944), deutscher Ingenieur, Architekt und Hochschullehrer

### O
- Oskar Baum (1883–1941), deutscher Erzähler, Dramatiker und Journalist
- Otto Baum (Bildhauer) (1900–1977), deutscher Bildhauer
- Otto Baum (SS-Mitglied) (1911–1998), deutscher SS-Oberführer
- Otto Baum (Maler) (* 1937), deutscher Maler
- Otto Baum (Installationskünstler) (* 1979), deutscher Installationskünstler

### P
- Patrick Baum (Eishockeyspieler) (* 1981), deutsch-kanadischer Eishockeyspieler
- Patrick Baum (Tischtennisspieler) (* 1987), deutscher Tischtennisspieler
- Paul Baum (1859–1932), deutscher Maler
- Paul Baum (Fußballspieler) (1921–??), deutscher Fußballspieler
- Paul Frank Baum (* 1936), US-amerikanischer Mathematiker
- Peter Baum (Grottenbauer) (1847–1918), deutscher Grotten- und Felsenanlagenbauer, tätig für den Kölner Zoo
- Peter Baum (Schriftsteller) (1869–1916), deutscher Schriftsteller
- Peter Baum (Politiker) (1883–1944), deutscher Politiker (SPD)
- Peter Baum (Künstler) (* 1939), österreichischer Künstler
- Peter Baum (Fußballspieler) (* 1956), deutscher Fußballspieler
- Peter Baum (Badminton) (* um 1960), amerikanischer Badmintonspieler
- Peter Rudolf von Baum (1851–1941), deutscher Fabrikant
- Philipp Baum (1849–1886), deutscher Architekt

### R
- Rainer C. Baum (* 1934), deutsch-amerikanischer Soziologe
- Ralph Baum (1908–1987), französischer Filmproduzent, Filmregisseur und Drehbuchautor
- Renate Posegga-Baum (1907–nach 1954), deutsche Pianistin
- Richard Baum (Musikwissenschaftler) (1902–2000), deutscher Musikwissenschaftler und -historiker
- Richard Baum (Romanist) (* 1937), deutscher Romanist, Mediävist und Sprachwissenschaftler
- Richard Baum (Politikwissenschaftler) (1940–2012), US-amerikanischer Politikwissenschaftler
- Rolf Baum (1931–2023), deutscher Bildhauer
- Rudolf Baum (Politiker) (1806–1859), deutscher Revolutionär und Politiker, Bürgermeister von Lahr
- Rudolf Baum (Jurist) (1872–1915), deutscher Jurist und Hochschullehrer
- Rudolf Baum (Fabrikant) (1907–1987), deutschamerikanischer Fabrikant und Museumsgründer

### S
- Sabine Baum (* 1972), deutsche Squashspielerin
- Samuel Baum (Musikpädagoge) (1881–1942), deutscher Musiker, Musiklehrer, Dirigent und NS-Opfer
- Samuel Baum (Soziologe) (1928–2018), US-amerikanischer Soziologe
- Sonja Baum (* 1975), deutsche Schauspielerin
- Sonja Baum (Autorin) (* 1979), deutsche Schriftstellerin und Moderatorin
- Stella Baum (1921–2006), deutsche Autorin und Kunstsammlerin
- Stephanie Kaudela-Baum (* um 1974), Schweizer Wirtschaftswissenschaftlerin und Hochschullehrerin
- Steven K. Baum (* 1953), US-amerikanischer Psychologe und Antisemitismusforscher
- Sven Baum (Fußballspieler) (* 1968), deutscher Fußballspieler
- Sven Baum (Karateka) (* 1980), deutscher Karateka

### T
- Theodor Baum († um 1585), deutscher Buchdrucker
- Thilo Baum (* 1970), deutscher Journalist und Autor
- Thomas Baum (Schriftsteller) (* 1958), österreichischer Schriftsteller und Drehbuchautor
- Thomas Baum (Politiker) (* 1964), deutscher Politiker (SPD)

### U
- Ulli Baum (* 1958), deutscher Jazzmusiker
- Ulrich Baum (1927–2010), deutscher Lehrer, Heimatforscher, Archivar und Naturschützer
- Ursula Baum (* 1967), deutsche Kommunalpolitikerin (FDP)
- Ute Baum (Literaturwissenschaftlerin) (1937–2024), deutsche Literaturwissenschaftlerin, Übersetzerin und Dramaturgin
- Ute Baum (Sängerin) (* 1970), deutsche Sängerin (Sopran)

### V
- Vicki Baum (1888–1960), österreichische Schriftstellerin

### W
- Walter Baum (1921–2007), deutscher Typograf, Lehrer und Grafiker
- Werner von Baum (1886–1963), deutscher Textilunternehmer (Baumsche Fabrik)
- Werner Baum (Journalist) (1935–2015), deutscher Journalist und Redakteur
- Werner A. Baum (1923–1999), US-amerikanischer Astronom deutscher Herkunft
- Wilhelm Baum (Mediziner) (1799–1883), Chirurg in Danzig, Greifswald und Göttingen
- Wilhelm Baum (Historiker) (* 1948), österreichischer Historiker und Verleger
- Wilhelm Georg Baum (1836–1896), deutscher Chirurg und Frauenarzt
- William Wakefield Baum (1926–2015), US-amerikanischer Geistlicher, Erzbischof von Washington
- Winfried Baum (1936–2020), deutscher Politiker (CDU) und Diplomlandwirt
- Wolfgang Baum (* 1968), deutscher Theologe